# Фордни, Джозеф
Джо́зеф Уо́ррен Фо́рдни (англ. Joseph Warren Fordney; 5 ноября 1853, Хэрфорд-Сити — 8 января 1932, Сагино) — американский лесозаготовитель и политик. В течение двадцати четырёх лет (1899—1923) он представлял округ Сагино (из района Центрального Мичигана) в Палате представителей США.

## Биография
Родился на ферме недалеко от Хартфорд-Сити, где посещал обычные школы. В июне 1869 года он переехал в Сагино и занялся деревообрабатывающей промышленностью. Впоследствии он стал владельцем обширных лесопромышленных предприятий и вице-президентом Торгового совета Сагино. С 1896 по 1900 год он также был членом Совета олдерменов Сагино.
В ноябре 1898 года победил действующего конгрессмена от 8 округа от Демократической партии Фердинанда Брукера и был избран в 56-й Конгресс США. Впоследствии он был переизбран на одиннадцать последующих сроков и проработал до 3 марта 1923 года. В справочнике Конгресса за ноябрь 1903 года отмечается, что он «также занят производством искусственного льда в Хартфорд-Сити, Индиана.». В 59-м Конгрессе он был председателем Комитета по расходам Военно-морского министерства США; в 66-м и 67-м Конгрессах был председателем по путям и средствам. Он был одним из соавторов тарифа 1922 года. Он отказался быть кандидатом на переизбрание в 1922 году. Он также был делегатом Республиканских национальных съездов в 1908, 1924 и 1928.
За всю историю появлений в Конгрессе он не утруждал себя участием в поимённых голосованиях. Он пропустил 1112 из 2733 из них, что составило 40,7 %.
После ухода из Конгресса, он вернулся к лесозаготовительному бизнесу в Сагино, а также к бизнесу в банковском деле и сельском хозяйстве.
Он умер в Сагино и похоронен там на кладбище Святого Андрея.

## Семья
Сын Джона и Ахсы (в девичестве — Коттон) Фордни. Женился 23 ноября 1872 года на Кэтерин Харрен. Его внучка Эми Макгрегор вышла замуж за сына судьи на Нюрнбергском процессе и делегата Демократического национального съезда от Мичигана в 1944 году Джорджа Джеймса Бёрка-старшего.